# Altafonte
Altafonte (fundada como Altafonte Network S.L., el 28 de febrero de 2011 en Madrid, España) es una plataforma de distribución digital y física de música y video, marketing y promoción, y gestión de derechos conexos y editoriales. Gestiona internacionalmente el catálogo musical de varios sellos discográficos y artistas independientes. Formó parte de la junta directiva de Merlin Network.

## Historia
Nando Luaces fundó el sello Boa Music de música rap en 1993 y consiguió un acuerdo en 2008 con RealNetwork-Vodafone para distribuir música española independiente.
Lo que condujo a Nando Luaces e Inma Grass  a la fundación de Altafonte en 2011.
La compañía comenzó en Madrid como distribuidora digital de música online y desarrolló su propio software para llegar a las principales plataformas de streaming, venta y radio como Spotify, iTunes, Youtube, Deezer, Pandora,  Amazon, entre otras. Altafonte empezó su expansión centrándose en Latinoamérica e Iberia.
En 2014 abrió sedes en México, Chile y Cuba.
En 2016 abrió sede en Estados Unidos.
En 2017 abrió sede en Argentina.
En 2021 recibió inversión de COFIDES para impulsar la implantación comercial en Los Ángeles y Lisboa.
En 2023 fue adquirida por Sony Music 

## Distinciones
- Certified B Corporation (B Corp, 2022)[12][13]